# Puerta de Barcelona (Cardona)
La Puerta de Barcelona o Portal de Nuestra Señora de la Piedad fue una de las puertas de acceso que había en la muralla que rodeaba la ciudad de Cardona.
De los cuatro construidos (Puerta de Graells o Portal de Santa María, Puerta de Barcelona, Puerta de San Miguel o Portal de Capdevila y Puerta de Flug o Portal de la Fortesa o de San Roque) la Puerta de Graells es el único portal de acceso a Cardona que todavía queda en pie. Al mismo tiempo también existían cuatro portales de menores dimensiones —portales o portezuelas— para permitir la comunicación con lugares próximos de la villa. Estos portales menores fueron el Portal de Fontcalda, el Portalet de la Pomalla, el Portalet del Valle y el Portalet de la Feria.

## Historia
El vizconde de Cardona Ramón Folch VI de Cardona comenzó una amplia reforma en las murallas del castillo y de la villa, construyéndose hacia la segunda mitad del siglo XIV y concluyendo de forma definitiva en 1420.  Una vez concluida la villa los accesos se hacían a través de cuatro puertas mayores situadas según los puntos cardinales.
Situada en el sur, daba entrada a los caminos reales que llegaban desde Manresa, Vich y Barcelona. También recibió los nombres de Puerta de la Coromina y Puerta de San Antonio, debido a su proximidad con el núcleo cercano de La Coromina y a la advocación venerada en la capilla de este sitio.
La primera referencia escrita que tenemos de esta puerta es del año 1377 cuando el mercader Pedro de Aguilar ordenaba un legado de 25 libras de cera, en su testamento, para la imagen de la Virgen de la Piedad que era venerada en la fachada de la primera casa, entrando a mano izquierda del «portal de Barcelona».
La Puerta de Barcelona contaba a su izquierda con una torre lateral de planta cuadrangular que flanqueaba la entrada. La torre y el portal estaban construidos con sillares regulares y unidos con mortero de cal.
La Puerta de Barcelona fue derribada en 1929, a raíz de las obras de ensanchamiento de la calle del Príncipe, y la apertura del vial de circunvalación de la ciudad.